# Phloeopsis iwojimana
Phloeopsis iwojimana là một loài bọ cánh cứng trong họ Cerambycidae.